# Eugène Lemaire
Eugene Lemaire (Vieux-Molhain, 1874 - Charleroi, 1948) was een Belgisch kunstfotograaf. Hij was een bekende figuur van het picturalisme gespecialiseerd in het portret en het stilleven.
Als invloedrijk lid van de Cercle photographique de Charleroi was hij persoonlijk bevriend met Léonard Misonne.
Lemaire was befaamd om zijn gebruik van onscherpte en clair-obscur. Hij wordt beschouwd als ongeëvenaarde meester van het stilleven in België.

## Tentoonstellingen
- 1932 XXVIIe Salon International d'Art Photographique (Parijs)
- 1934 1er Salon International de Charleroi
- 1938 Cercle photographique Verviétois
- 2003 Maison de la Culture de Namur
- 2005 Expo Art/W20, Musée d'Art Letton de Riga
- Zijn werk werd tevens tentoongesteld in Los Angeles, Canada en in Duitsland (bron : Vintage Works, Ltd, USA)

## Musea
- Musée de la Photographie, Charleroi
- Provinciaal Museum voor Fotografie, Antwerpen